# Warcraft: Повелитель кланов
«Повели́тель кла́нов» (англ. «Lord of the Clans») — роман в жанре фэнтези писательницы Кристи Голден. Действие романа происходит в созданной Blizzard Entertainment вселенной Warcraft. Роман был опубликован издательством Pocket Books.
Первоначально основной сюжет романа должен был стать основой приключенческой игры Warcraft Adventures: Lord of the Clans, однако её разработка была остановлена в 1998 году.
Это вторая книга по вселенной Warcraft после Warcraft: Месть орков.

## Издание в России
Впервые на русском языке была выпущена в 2007 году издательством Азбука. 
В декабре 2018 году издательство АСТ перевыпустило книгу, в рамках серии «Легенды Blizzard» и под названием World of Warcraft: Повелитель кланов. В переиздании имена персонажей, название мест и пр. было приведены в соответствии с официальной локализацией World of Warcraft.

## Сюжет
Главный герой книги, молодой орк Тралл (англ. Thrall — раб), сначала раб, затем гладиатор, в конце концов становится вождём Орды орков. Лагерем для военнопленных, в котором, вместе с другими пленными орками, томится Тралл, командует Эделас Блэкмур. Он же владеет Траллом как рабом. Однако, благодаря помощи девочки Тареты из семьи людей, в которой жил Тралл, ему удаётся бежать от жестокого Блэкмура. Он находит группу орков, избежавших заточения в лагерях, которые оказываются орками из клана Песни Войны, возглавляемого Громом Адским Криком. Опасаясь, что на орков из-за него начнётся облава, Тралл отправляется в горы, чтобы отыскать свой настоящий дом — клан Северных Волков. В горах ему удаётся найти пожилого шамана клана, Дрек'тара. Шаман обучает Тралла обычаям и навыкам племени. Молодой орк также знакомится с бывшим вождём Орды Оргримом Молотом Рока. Траллу удаётся собрать армию, но в процессе освобождения орков он теряет своего друга Оргрима, который передаёт Траллу Молот Рока — своё легендарное оружие, и Тралл отправляется на штурм крепости Дарнхольд, в которой обосновался Эделас Блэкмур.